# Jure Jerbić
Jure Jerbić (Zara, 28 giugno 1990) è un calciatore croato, difensore o centrocampista del Novalja.

## Carriera
Il 20 luglio 2015 sottoscrive un contratto biennale con la squadra macedone dello Škendija, con scadenza il 30 giugno 2017.